# Caradrina umbratilis
Caradrina umbratilis là một loài bướm đêm trong họ Noctuidae.